# Stactobia pacatoria
Stactobia pacatoria är en nattsländeart som beskrevs av Dia och Lazar Botosaneanu 1980. Stactobia pacatoria ingår i släktet Stactobia och familjen smånattsländor. Inga underarter finns listade i Catalogue of Life.